# Microstomus shuntovi
Microstomus shuntovi är en fiskart som beskrevs av Borets, 1983. Microstomus shuntovi ingår i släktet Microstomus och familjen flundrefiskar. Inga underarter finns listade i Catalogue of Life.